# Данилишин Дмитро Теодорович

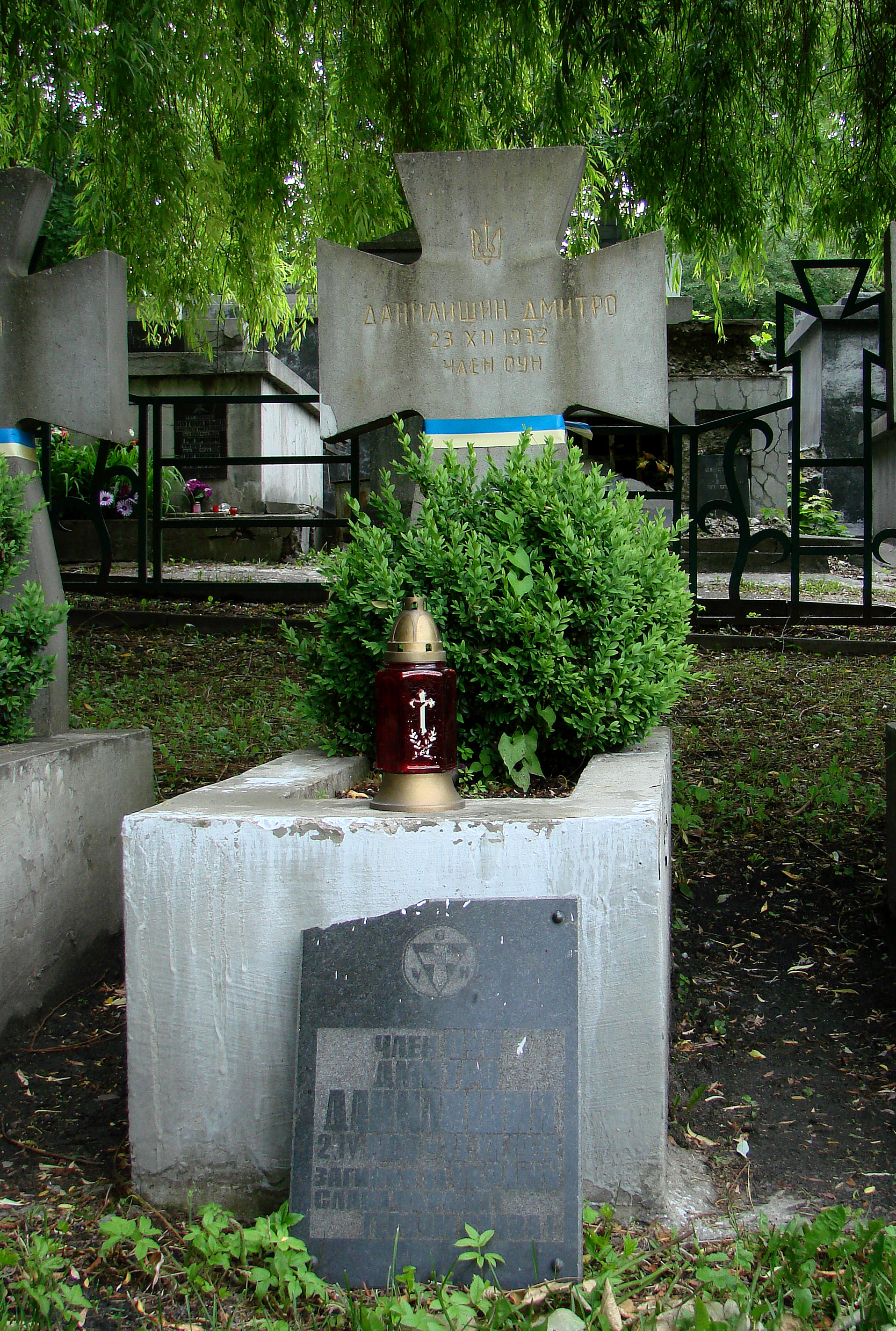
Могила Дмитра Данилишина на Янівському цвинтарі

Дмитро́ Данили́шин (2 квітня 1907, м. Трускавець, Дрогобицький повіт, Королівство Галичини та Володимирії, Австро-Угорщина — 23 грудня 1932, м. Львів, Польська Республіка) — діяч ОУН. Борець  за незалежність України у ХХ сторіччі.
29 серпня 1931 в результаті атентату, здійсненого боївкарами ОУН Василем Біласом і Дмитром Данилишиним, був убитий у Трускавці польський політик, видавник, публіцист, один із діячів прометеїзму Тадеуш Голувко.

## Життєпис
Народився 2 квітня 1907 року в м. Трускавець, нині місто обласного значення у Львівській області, Україна (тоді Дрогобицький повіт, Королівство Галичини і Володимирії, Австро-Угорщина).

### Дитинство та юність
Закінчивши три класи народної школи, йде працювати шевцем. Василю Біласу доводиться дядьком. Належав до пластового куреня ім. Івана Богуна у Дрогобичі (пластовий курінь Івана Богуна у Львові).

### Напад на пошту вГородку30 листопада1932року

#### План нападу
Згідно з донесенням членів ОУН, котрі діяли в Городку, було визначено час нападу на пошту та розроблено план дій. Група нападу складалася з дванадцяти чоловік. Двоє з них були з Дрогобиччини, з так званої трускавецької п'ятірки. Це — Василь Білас та Дмитро Данилишин, які виявилися добрими виконавцями під час нападу на пошту в Трускавці та банк у Бориславі, а також під час вбивства польського державного діяча Тадеуша Голувка, що сталося 29 серпня 1931 в Трускавці. Старшим у групі було призначено Мирослава Юрія Березинського — брата дружини Романа Шухевича. Згідно з планом, гроші повинні були взяти Василь Білас та Дмитро Данилишин, а решта учасників — забезпечити успішне виконання акції та відступ.

#### Здійснення нападу

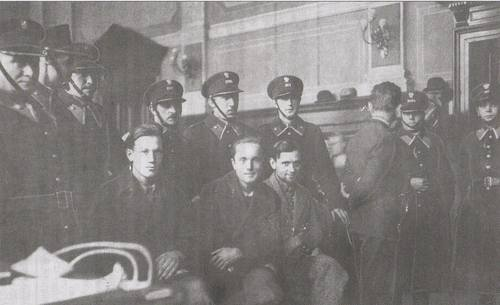
Зліва направо: Василь Білас, Дмитро Данилишин, Маріян Жураківський під час судового процесу 17-22.12.1932 р. у Львові

30 листопада було похмуро і сиро, запалений шувар не розгорівся — отже, план нападу уже на цьому етапі зривався. Несподівано виявилось, що пошта має добре озброєну охорону, і коли бойовики, ввійшовши в середину, наказали піднести в гору руки і не рухатись, на них посипались постріли. В результаті перестрілки було смертельно поранено Юрія Березинського та Володимира Старика.
Як стало відомо під час слідства, група розділилась надвоє. Василь Білас та Дмитро Данилишин пішли в сторону Трускавця разом зі Степаном Куспісем — через Глинну Наварію, щоб там на залізничній станції сісти у поїзд, доїхати до Стрия, а звідти потрапити у Дрогобич та в Трускавець. Перед Наварією Куспісь, розпрощавшись з товаришами, повернув додому, а Білас та Данилишин пішли далі. На цей час про події в Городку вже знали всі постерунки поліції.
Десь близько 23.15 у Глинній-Наварії для перевірки документів вийшов комендант станції Котяг з поліцейським. Побачивши двох підозрілих людей, вони підійшли і попросили документи. Данилишин розрядив пістолет: Котяг був убитий на місці, а поліцейський помер у лікарні.
Далі втікачі пішли через село Черкаси, а потім по залізничному насипові, де їх зустрів польський залізничний, і зауважив, що йти так не можна. Білас та Данилишин пішли полем до села Розвадів, гадаючи перейти тамтешній міст через Дністер і стежками Білецького лісу вийти на шлях до Стрия, а звідти піти на Дрогобич, а там — і на Трускавець.
Тим часом польський залізничник доніс поліцейським, що бачив двох підозрілих людей. У Розвадові Біласа і Данилишина зустріла юрба українських селян, які вбачали в них справжніх злодіїв. Хлопці змушені були, відстрілюючись втікати до села Верин. Вбрід перейшли Дністер, але там їх чекали уже переслідувачі. Білас вистріляв усі патрони, і попросив Данилишина застрілити його і себе. Натовп, побачивши, що грабіжники без набоїв, почав їх бити.

Могили Василя Біласа і Дмитра Данилишина на Янівському кладовищі 12грудня 2007 року. На могилах лежать курінні хустки пластового куреня ім. Івана Богуна

У той час надійшов священик Кіндій і намагався заспокоїти натовп, хоч це йому давалося нелегко. За його словами, коли незнайомі йому люди прийшли до тями, вони зблизились і взялись за руки. Потім вищий промовив: «Ми є члени української організації. Ми боремось за Україну. Як ви будете так воювати, то України ніколи не будете мати!». Потім вони поцілувались на прощання. Люди похилили голови і не знали що робити, а тим часом надійшла поліція.

### Суд

Пам'ятник загиблим і страченим учасникам нападу на пошту в Городку : Юрію Березинському, Володимиру Старику, Василю Біласу і Дмитру Данилишину

Адвокатський захист Василя Біласа та Дмитра Данилишина оплатив Каленик Лисюк. Адвокатом Данилишина був Степан Шухевич. Коли отець свідчив на суді, після того, як він процитував одного з вояків, він помовчав, опановуючи себе, тоді коли Данилишин вибухнув плачем. Білас, який був племінником Данилишина (рідного брата матері Василя Біласа), обійняв його і поцілував. В останньому слові Данилишин сказав: «Я знаю, що мене жде. Я був і є на все підготований. Тільки шкодую, що не зможу далі працювати для нашої неньки України!»

Василь Білас у наданому йому слові заявив:
Я свідомий своєї вини і кари. Я український націоналіст і революціонер. Але в своєму житті я поповнив один злочин, а саме: під час слідства, бажаючи проволікти свою справу, я кинув підозріння на свого товариша Коссака. Я є свідомий того злочину й тому ще раз на цьому місці стверджую, що товариш Коссак є рішуче невинен і ще раз невинен.
Д. Данилишина, В. Біласа, М. Жураківського було засуджено до смертної кари. Потім Жураківського було помилувано — засудили до 15 років ув'язнення.

### Страта
Страта відбулася 23 грудня 1932 року на подвір'ї в'язниці Бригідки, що у місті Львові на тодішній вул. Казимирівській (нині — вулиця Городоцька). У момент страти Біласа і Данилишина по всьому краї дзвонили дзвони, які почули хлопці перед стратою. У Городку дзвони не вмовкали три дні, а поліція побоялася втручатися зі своїми заборонами. Василю Біласу було 21, Дмитру Данилишину — 25.
Залишилися слова, сказані Дмитром Данилишиним: 
| Мені дуже жаль, що я можу лише раз вмерти за Україну. |

## «Засудженим»
Олена Теліга

Біласові й Данилишинові

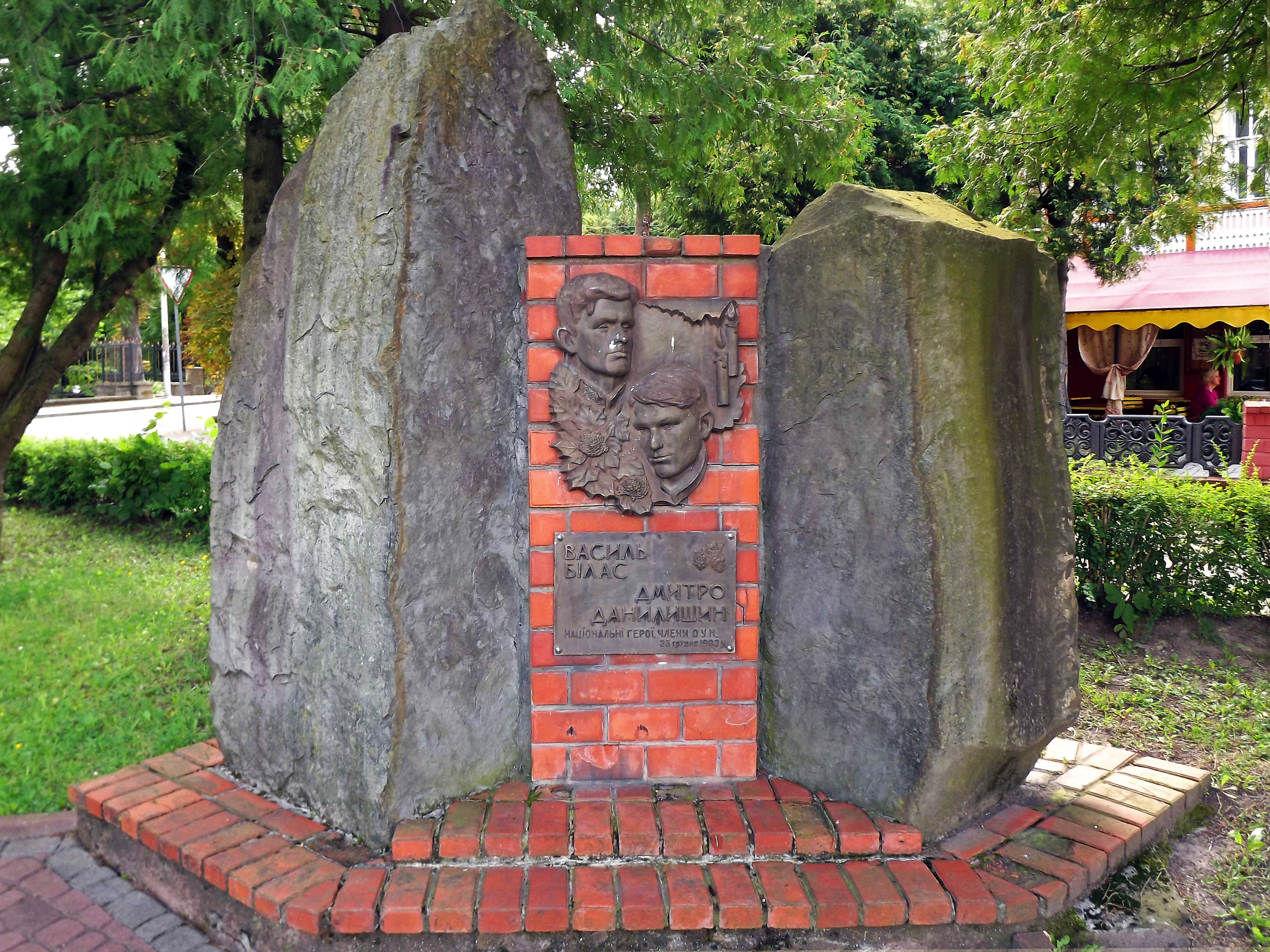
Пам'ятник Біласу і Данилишину в Трускавці

Як ми можемо жити, сміятись і дихать?

Як могли ми чекати — не битись, а спать

В ніч, коли у в'язниці спокійно і тихо

Ви збиралися вмерти — у шість двадцять п'ять.

І коли приволікся заплаканий ранок,

Вас покликала смерть у похмурій імлі —

А тепер наші душі і топчуть, і ранять

Ваші кроки останні по зимній землі.

А тепер в кожнім серці пожежу пригаслу

Розпалили ви знову — спаливши життя.

І мов гимн урочистий, мов визвольне гасло,

Є для нас двох імен нерозривне злиття.

Над могилою вашою тиша і спокій,

Та по рідному краю — зловіщі вогні.

І піти по слідах ваших скошених кроків

Рвучко тягнуться сотні окрилених ніг.

## Вшанування
У Львові на будівлі в'язниці «Бригідки» 23 грудня 2017 року в день 85-ї річниці страти героїв відкрили меморіальну таблицю на честь бойовиків ОУН Василя Біласа і Дмитра Данилишина.

Іменами Біласа і Данилишина названі вулиці в Калуші, Львові, Трускавці.
У Трускавці біля залишків оселі, в якій народився Дмитро встановлено пам'ятний камінь.

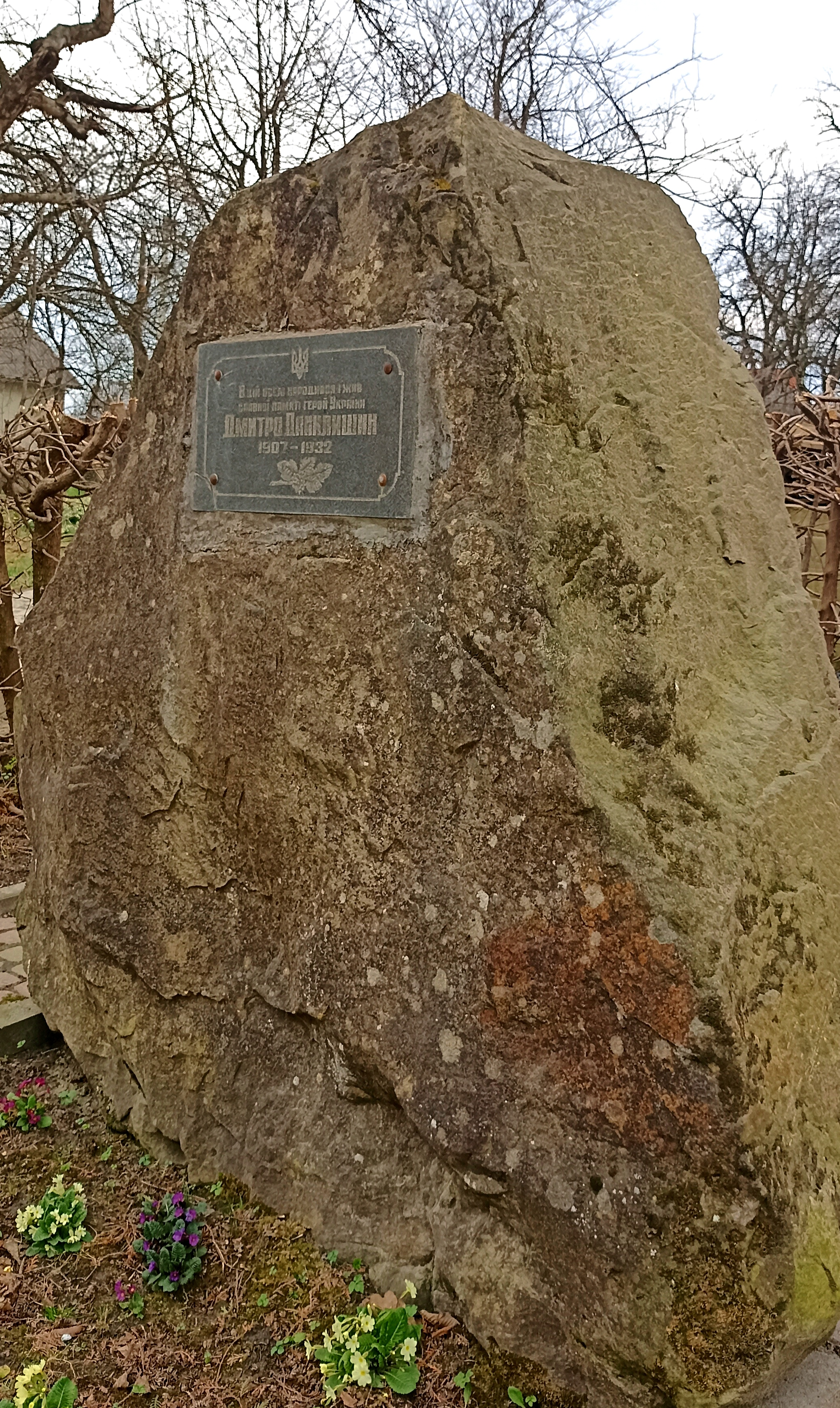
Пам'ятний камінь біля будівлі, де народився Дмитро Данилишин

## У культурі
У художньому фільмі «Незламні» (2019 р.) Дмитра Данилишина зіграв Владислав Плебанський.